# أوتو الرابع، كونت بورغندي
أوتو الرابع (1302-1248) كان كونت بورغندي الحرة، هو أبن هيو دي شلون وأديلايد، كونتيسة بورغندي.
عند وفاة والده في 1267/1266 أصبح كونت شلون، وعند وفاة والدته في 8 مارس 1279 أصبح كونت بورغندي مع ذلك لم يستطيع السيطرة عليها حتى عام 1295، وعند وفاته أبنه وأبنته سيخلفه.

## الزواج
- تزوجت أولا من فيليبا دي بار في 1271، ليس لديهم أبناء.
- ثم تزوجت من ماهوت دي أرتوا في 1285،[4] وأنجبت له ثلاثة أبناء:-

1. جوان الثانية، كونتيسة بورغندي (1292/8 - 1330) تزوجت من فيليب الخامس ملك فرنسا، لهم ذرية.[5]
2. بلانش (1296/7 - 1325/6) تزوجت شارل دي لا مارش في المستقبل شارل الرابع ملك فرنسا، [5] لهم أبناء توفوا صغار.
3. روبرت، كونت بورغندي (1300-1315).